# George Snider
George "Ziggy" Snider, född den 8 december 1940 i Fresno, Kalifornien, USA, är en amerikansk racerförare.

## Racingkarriär
Snider tävlade i många år i Indianapolis 500, där han hade begränsade framgångar, med två åttondeplaceringar som bäst. Hans största framgång kom när han vann det decimerade USAC National Championship 1981/82, efter att ha vunnit på dirtovalen i Springfield samma säsong, vilket var hans enda seger på hög nivå inom formelbilsracing. Snider gjorde en del starter i CART, men lyckades aldrig komma på pallen i den tuffare konkurrensen. Han körde sitt sista race i Michigan 500 1992.